# Martindale (Cumbria)
Martindale è un villaggio e parrocchia civile dell'Inghilterra, appartenente alla contea della Cumbria.